# Comportamento agonistico

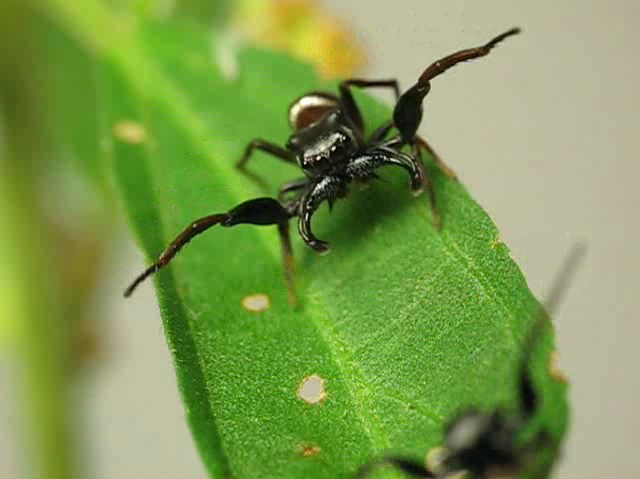
Comportamento agonistico ritualizzato tra ragni maschi Zygoballus sexpunctatus

Il comportamento agonistico è, in etologia, qualsiasi comportamento sociale correlato al combattimento tra animali. Il termine ha un significato più ampio di comportamento aggressivo perché include minacce, esibizioni, ritirate, pacificazione e conciliazione. Il termine "comportamento agonistico" è stato definito e utilizzato per la prima volta da J.P. Scott ed Emil Fredericson nel 1951 nel loro articolo "The Causes of Fighting in Mice and Rats" in Physiological Zoology. Il comportamento agonistico è osservato in molte specie animali perché le risorse, tra cui cibo, riparo e compagni, sono spesso limitate.
Alcune forme di comportamento agonistico si verificano tra concorrenti che competono per l'accesso alle stesse risorse, come cibo o compagni. Altre volte, comporta prove di forza o esibizioni di minaccia che fanno sembrare gli animali più grandi e più in forma fisicamente, un'esibizione che può consentire loro di ottenere la risorsa prima che abbia luogo una vera battaglia. Sebbene il comportamento agonistico vari tra le specie, l'interazione agonistica consiste di tre tipi di comportamenti: minaccia, aggressività e sottomissione. Questi tre comportamenti sono funzionalmente e fisiologicamente interrelati, ma esulano dalla stretta definizione di comportamento aggressivo. Mentre una qualsiasi di queste divisioni di comportamenti può essere vista da sola in un'interazione tra due animali, normalmente si verificano in sequenza dall'inizio alla fine. A seconda della disponibilità e dell'importanza di una risorsa, i comportamenti possono variare da una lotta fino alla morte o un comportamento rituale molto più sicuro, sebbene i comportamenti rituali o di esibizione siano la forma più comune di comportamenti agonistici.

## Nei roditori
Scott e Fredericson descrivono che il comportamento agonistico viene mostrato in una varietà di circostanze diverse in risposta a stimoli diversi. Scott e Fredericson hanno studiato topi e ratti e hanno classificato tre categorie principali di comportamento agonistico che questi animali mostrano, che includono comportamento preliminare, attacco e comportamento difensivo e di fuga. Il comportamento preliminare descrive i comportamenti mostrati da questi roditori se il combattimento non inizia immediatamente. Questi possono includere comportamenti involontari come il movimento dei peli, dove quelli del roditore si drizzano senza prominenza su una particolare regione del corpo, o il tintinnio della coda dove quella del roditore subisce una contrazione muscolare e si contrae da un lato all'altro, producendo un suono forte se colpita contro un oggetto duro. Un altro comportamento agonistico preliminare mostrato dai topi è definito comportamento di mincing, che si verifica quando i topi circondano il loro avversario prima che inizi un combattimento. Il combattimento stesso è classificato come uno dei modelli di comportamento che si verificano e comporta violenza fisica tra i roditori. Infine, il comportamento difensivo e di fuga si verifica solitamente subito dopo il combattimento e viene mostrato dal topo che è stato sconfitto nel combattimento. Quest'ultimo, se gli viene assegnato spazio, scapperà e cercherà di ripararsi dal topo vittorioso. Se non gli è possibile correre fisicamente e scappare perché non c'è spazio disponibile, il topo sconfitto si solleverà sulle zampe posteriori e terrà sollevate quelle anteriori assumendo una "posizione di sottomissione". Questi sono esempi di comportamenti fisici che fanno parte delle reazioni all'interno del conflitto nei topi.

## Evoluzione ed ecologia del comportamento agonistico: Stomatopoda
Il comportamento agonistico è il risultato dell'evoluzione, e può essere studiato in numerose specie che affrontano diverse pressioni ambientali. Sebbene i comportamenti agonistici possano essere osservati e studiati direttamente in un ambiente di laboratorio, è anche importante comprendere questi comportamenti in un ambiente naturale per comprendere appieno come si sono evoluti e quindi differiscono sotto diverse pressioni selettive. Le canocchie (Stomatopoda), crostacei predatori, sono un esempio di organismo aggressivo e territoriale il cui comportamento agonistico è stato studiato in un contesto ecologico ed evolutivo.
Le canocchie sono tra i crostacei più aggressivi del mondo. Queste creature marine sono predatori riservati, ma molto attenti e attivi che abitano tane e cavità lungo le barriere coralline, le coste rocciose e le rive fangose delle acque tropicali e subtropicali.
Roy Caldwell e Hugh Dingle hanno condotto una ricerca sui canocchie e altri stomatopodi, che si è concentrata sull'evoluzione del comportamento agonistico e su come si applica all'ecologia di questi organismi. Il comportamento agonistico si è co-evoluto insieme a fattori biotici come la morfologia del corpo, la competizione sia all'interno della specie che contro altre specie e gli habitat in cui vivono questi gamberetti. Gli stomatopodi sono derivati da uno stock di Leptostraca, come indicato dalle prove fossili, circa 400 milioni di anni fa. La morfologia degli stomatopodi è coerente con la maggior parte dei Malacostraca in quanto hanno tre segmenti corporei principali: il cefalo, il torace e l'addome. Quest'ultimo è composto da sei segmenti, cinque dei quali possiedono una coppia di pleopodi (zampe natatorie anche usati per covare le uova), che vengono utilizzati per la respirazione e il nuoto.
L'appendice chiave utilizzata dagli stomatopodi per il comportamento di combattimento è chiamata appendice raptoriale, che in realtà è una coppia di secondi mascellari ingranditi appena dietro le mascelle. Questi forti mascellari sono utilizzati per scopi di cattura delle prede oltre che per combattere. La morfologia di questa appendice, in particolare il propodo e il dattilo che si estendono in avanti in modo tale da assomigliare all'appendice sorprendente di una mantide religiosa, dà a questo crostaceo il suo nome. Caldwell e altri hanno classificato l'appendice raptoriale in due categorie in base al suo scopo funzionale: un'appendice schiacciante (smashing) o un'appendice lanciante (spearing). L'appendice schiacciante è posseduta da membri di gonodactylidae e il dattilo (un'articolazione di un arto) contiene diverse spine corte.
Caldwell e altri descrivono come due stomatopodi generalmente mostrano un comportamento di combattimento severo quando hanno un incontro, sia tra specie che all'interno della stessa specie, e maschi e femmine mostrano lo stesso livello di questo comportamento tranne che nella stagione riproduttiva. La maggior parte delle specie di stomatopodi, indipendentemente dal tipo di appendice, normalmente sferrano colpi durante gli incontri agonistici con il dattilo chiuso. Quando il dattilo è aperto, il risultato è solitamente una grave ferita o la morte dell'avversario. Questi crostacei possono sferrare colpi con il dattilo aperto ma generalmente solo in situazioni di combattimenti estremamente intensi, che sono rari nella maggior parte delle specie.
Un comportamento comune durante le esibizioni agonistiche è l'esibizione dell'appendice raptoria, che è un comportamento comune a molti taxa. L'esibizione e l'espansione dell'appendice raptoria vengono eseguite per far apparire l'animale più grande e quindi più minaccioso per i concorrenti in tempi di incontri agonistici, e esibizioni comparabili in altri taxa includono la scoperta dei denti nei canini o l'esibizione delle corna negli ungulati. Questo comportamento di esibizione è un comportamento evolutivamente conservato nelle esibizioni agonistiche.
Le differenze evolutive sono evidenti negli stomatopodi "smasher" e "spearer" che abitano substrati diversi e scavano o non scavano. Caldwell e altri descrivono queste differenze rispetto a una dimostrazione comportamentale chiamata "meral spread". Questo comportamento è descritto da questi ricercatori come la più estrema delle dimostrazioni di appendici rapaci, ed è definito dall'elevazione del cefalotorace, delle antenne e delle antennule mentre l'appendice raptoriale stessa è elevata e distesa. È interessante notare che questa meral spread può essere mostrata dozzine di volte durante un incontro agonistico e Caldwell e altri spiegano che è usata come metodo per inibire la violenza fisica effettiva.
Una divergenza evolutiva tra gli stomatopodi è descritta nell'aspetto della macchia merale, che è un solco dorsale e mediale sul merus raptoriale dell'appendice raptoria. Gli stomatopodi smasher, che sono specie che tendono ad abitare cavità all'interno di rocce o coralli, hanno macchie merali dai colori vivaci che aiutano a renderle più visibili durante queste esibizioni di "diffusione merale" nei combattimenti. Queste macchie merali luminose possedute dagli smasher sono gialle, blu, rosse o bianche e sono delineate da un evidente pigmento nero. Al contrario, gli stomatopodi spear o alcune specie smasher che non abitano cavità rocciose o coralline, hanno macchie merali molto più opache. Questa correlazione suggerisce ai ricercatori che l'habitat e la colorazione della macchia merale si sono co-evoluti; le specie infatti che abitano le tane hanno macchie merali luminose, mentre altre specie che non le abitano hanno macchie opache. Ciò dimostra come l'ecologia e l'evoluzione degli organismi all'interno dello stesso ordine influenzino direttamente il comportamento agonistico.

## Influenza ormonale
Il comportamento agonistico è influenzato dall'azione di ormoni come la vasopressina, che è un piccolo peptide sintetizzato nel cervello dai neuroni magnocellulari. Il comportamento agonistico stesso può essere diviso in due categorie: offensivo o difensivo. Ognuna di queste classi di comportamento agonistico è il risultato di diversi percorsi neurocomportamentali e il comportamento agonistico offensivo e difensivo sono suscitati da stimoli diversi.
Il comportamento offensivo è stato studiato specificamente nel contesto delle interazioni con gli intrusi in studi che impiegavano roditori come soggetti di prova. Ad esempio, quando un criceto maschio non familiare viene messo nella gabbia di un maschio conspecifico, segue una serie stereotipata di comportamenti agonistici. Il maschio "residente" (ossia l'esemplare che abita un certo territorio da tempo) si avvicina all'intruso e lo annusa intensamente, lo minaccia con una postura eretta e infine inizia un attacco fisico alla pancia del maschio intruso tentando di manovrarlo sulla schiena con le zampe.
Studi hanno dimostrato che il comportamento offensivo mostrato dai criceti può essere modulato dalla presenza di vasopressina. In particolare, la ricerca condotta da Ferris e altri (1990) suggerisce che quando un antagonista del recettore della vasopressina viene iniettato nell'ipotalamo anteriore del maschio residente, la tendenza ad attaccare i maschi intrusi diminuisce all'aumentare della dose di antagonista. È noto che questo antagonista diminuisce la tendenza all'aggressività offensiva tramite iniezioni nell'ipotalamo ventrolaterale, quindi è in grado di agire su più regioni del cervello e mostrare gli stessi effetti di compensazione di questo comportamento agonistico.
Mentre la vasopressina svolge un ruolo nell'aggressività offensiva nel comportamento agonistico, anche la serotonina svolge un ruolo nel comportamento aggressivo nei roditori, così come effetti simili negli esseri umani. La ricerca ha dimostrato che livelli aumentati di serotonina o recettori serotonici stimolanti nei roditori corrispondono a una ridotta manifestazione comportamentale agonistica, come comportamenti come attaccare e mordere.
I criceti residenti maschi, che in genere mostrano sempre comportamenti agonistici offensivi stereotipati, mostrano una significativa diminuzione nei tentativi di mordere verso i maschi intrusi quando trattati con un inibitore della ricaptazione della serotonina chiamato fluoxetina. La vasopressina e la serotonina svolgono entrambe un ruolo significativo nelle manifestazioni comportamentali agonistiche e comprendere l'interazione di questi due neurotrasmettitori opposti è importante per comprendere appieno la neurobiologia del comportamento agonistico. Si è capito che la vasopressina aumenta l'aggressività nelle manifestazioni agonistiche a causa dell'aumentata attività nei percorsi neurali associati all'aumento della marcatura dei fianchi e all'aggressività offensiva dimostrata nei criceti residenti in presenza di un intruso. Questo percorso neurale che aumenta l'aggressività è attenuato dalla presenza di serotonina.
Gli ormoni steroidei sono anche associati a un comportamento aggressivo offensivo. In particolare, gli androgeni hanno effetti ben documentati sull'aumento dell'aggressività nei roditori maschi, e le iniezioni di testosterone nel setto e nell'area preottica mediale dei topi castrati hanno aumentato notevolmente l'aggressività offensiva. Anche i glucocorticoidi hanno riportato effetti sul comportamento agonistico nei topi, sebbene questi effetti non siano così completamente compresi come gli effetti degli androgeni. La ricerca ha dimostrato che nei topi che sono stati sconfitti in incontri agonistici hanno livelli elevati di corticosterone, che sembra aumentare il comportamento sottomesso e quindi ha effetti opposti sul comportamento aggressivo agonistico.

## Previsione di vincita
Il tipo di comportamento agonistico osservato, che sia aggressivo o sottomesso, dipende tutto dalla probabilità di vittoria. Ad esempio, la taglia è solitamente un buon predittore del successo in un combattimento e molti animali si esibiranno per ostentare la loro taglia. Gli animali sono più in grado di valutare la loro successiva forma di azione agonistica giudicando la taglia dell'avversario e se è probabile che vincano un combattimento se dovesse verificarsi uno scontro fisico.

### Esempio: mosche dagli occhi peduncolati(Diopsidae)

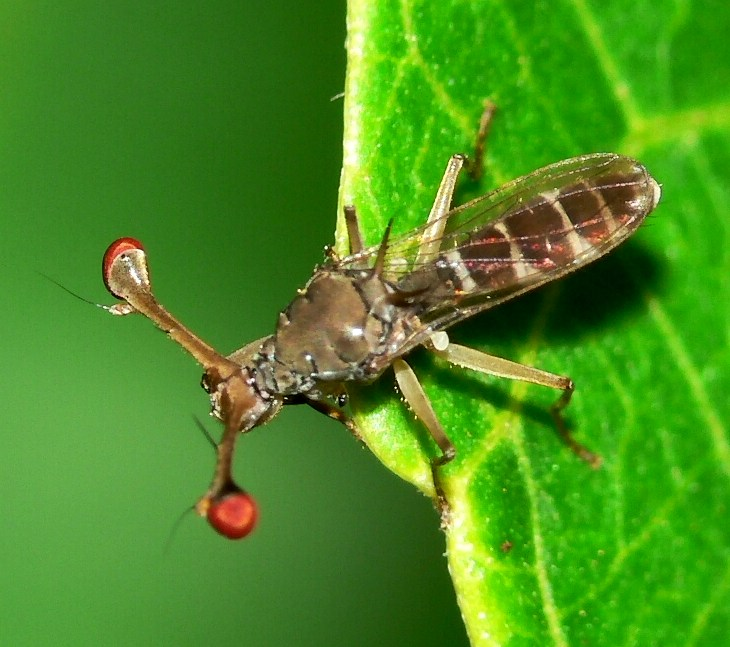
Mosca dagli occhi peduncolati del Camerun

Nel comportamento aggressivo delle mosche dagli occhi peduncolati, i maschi si "affrontano" mostrando i loro occhi. Le femmine mostrano una forte preferenza per l'accoppiamento con maschi con peduncoli oculari più lunghi. A causa della preferenza femminile, i maschi si sono evoluti per competere tra loro per i diritti di accoppiamento. Nella dimostrazione di minaccia, le due mosche si fronteggiano testa a testa, con le zampe anteriori distese verso l'esterno e parallele ai peduncoli oculari. Questo comportamento consente a ciascun individuo di valutare la distanza tra gli occhi del suo concorrente. La lunghezza del peduncolo oculare aumenta con le dimensioni del corpo e i maschi con peduncoli oculari più corti di solito si ritirano. Una distanza maggiore tra gli occhi trasmette una dimensione del corpo più grande e una migliore possibilità di vincere.

## Evitamento
In realtà, i combattimenti fisici sono rari tra gli animali. Sembrerebbe che normalmente più un animale è aggressivo, più ha da guadagnare. Tuttavia, in uno scenario normale, se un animale è troppo aggressivo, potrebbe dover affrontare un costo inaccettabilmente alto, come gravi lesioni o la morte. A meno che un animale non abbia una sicura indicazione che vincerà senza ferite, o le risorse non siano abbastanza preziose per il rischio di morte, gli animali di solito evitano di combattere. Un animale deve soppesare i costi e i benefici relativi del combattimento. Se i costi sono troppo alti, è preferibile evitare un combattimento.

## Esposizione rituale
Per gli animali, la dimostrazione è qualsiasi comportamento modificato dall'evoluzione che viene utilizzato per trasmettere informazioni. Gli animali mostrano particolari segni, che i destinatari possono utilizzare per dedurre qualcosa sullo stato mentale e fisico del primo animale. Per evitare il costo elevato del combattimento, gli animali hanno sviluppato rituali sofisticati, che utilizzano per bluffare i loro avversari inducendoli a ritirarsi o a fuggire. Il modello costi-benefici della dimostrazione fa tre ipotesi: (1) il tipo di dimostrazione varia a seconda del costo; (2) il rischio della dimostrazione aumenta con l'aumentare dell'efficacia della dimostrazione; e (3) il valore della risorsa su cui si contende determina la scelta della dimostrazione utilizzata. Gli animali si sono evoluti per utilizzare i loro attributi fisici come dimostrazione di abilità. Se le contese possono essere risolte con la dimostrazione rituale, il combattimento non è necessario. La dimostrazione può essere utilizzata per contendere compagni, territorio e cibo attraverso gesti simbolici invece che battaglie all'ultimo sangue. Se un animale riesce a dimostrare, senza combattere, di essere più in forma fisicamente del suo avversario, avrà guadagnato di più di quanto avrebbe ottenuto se avesse combattuto e nel farlo si fosse eventualmente infortunato.

### Esempio:Dumetella carolinensis

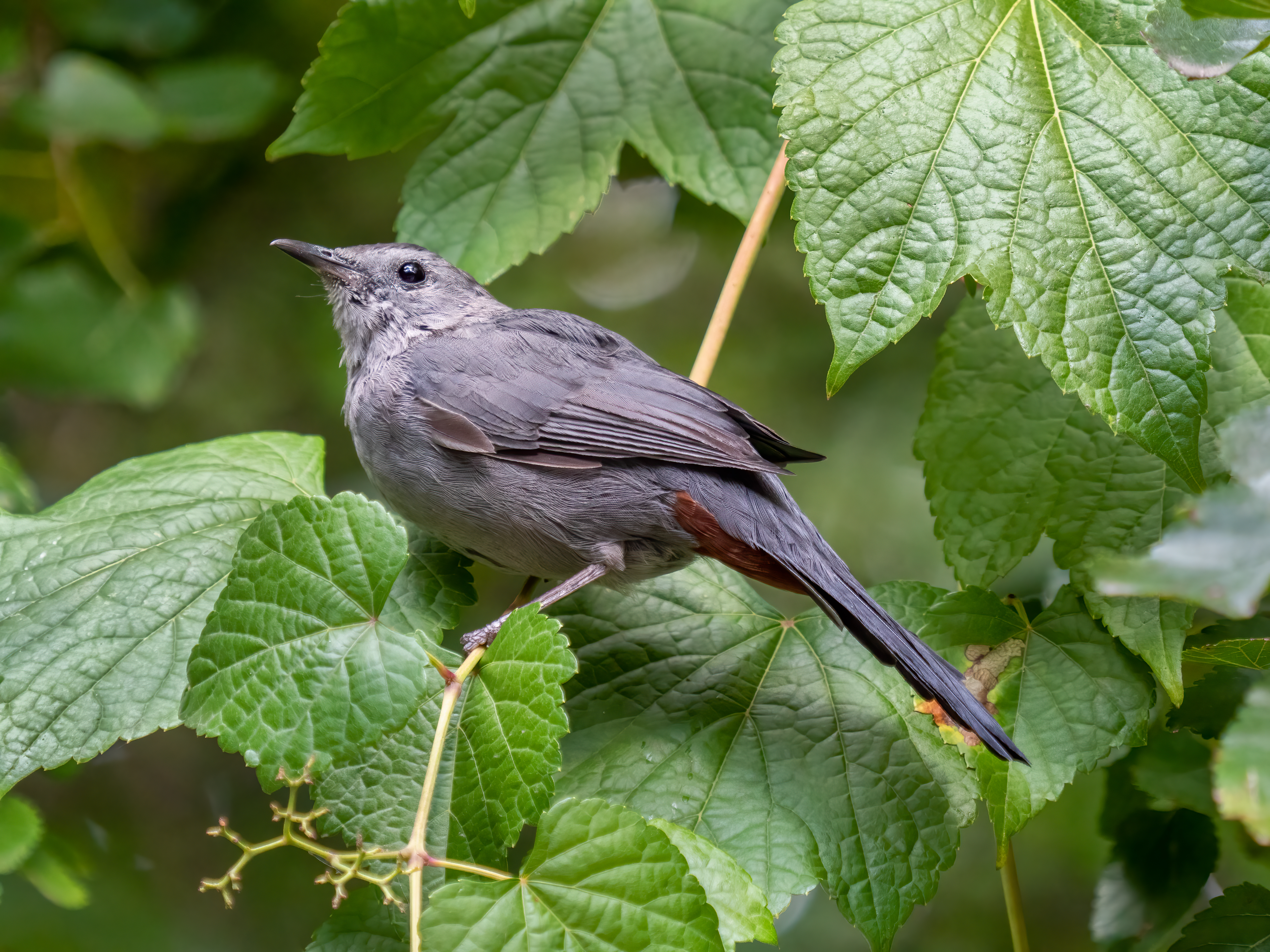
Dumetella carolinensis

I maschi di Dumetella carolinensis le loro piume e allargano la parte inferiore della coda per difendere il loro territorio quando sono minacciati da un altro maschio. L'uccello che è in grado di gonfiarsi e apparire più grande vincerà il territorio.

### Esempio: Gorilla occidentale
I gorilla occidentali maschi mostrano una vasta gamma di comunicazioni sia vocali che gestuali quando sono minacciati da un avversario. Un gorilla "silverback" (maschio alfa) inizierà a urlare, lanciare, battere il petto, calciare le gambe e correre di lato quando si avvicina un altro maschio. Questo viene fatto per intimidire l'avversario e mostrare abilità fisiche senza effettivamente stabilire alcun contatto fisico.

## Minacce

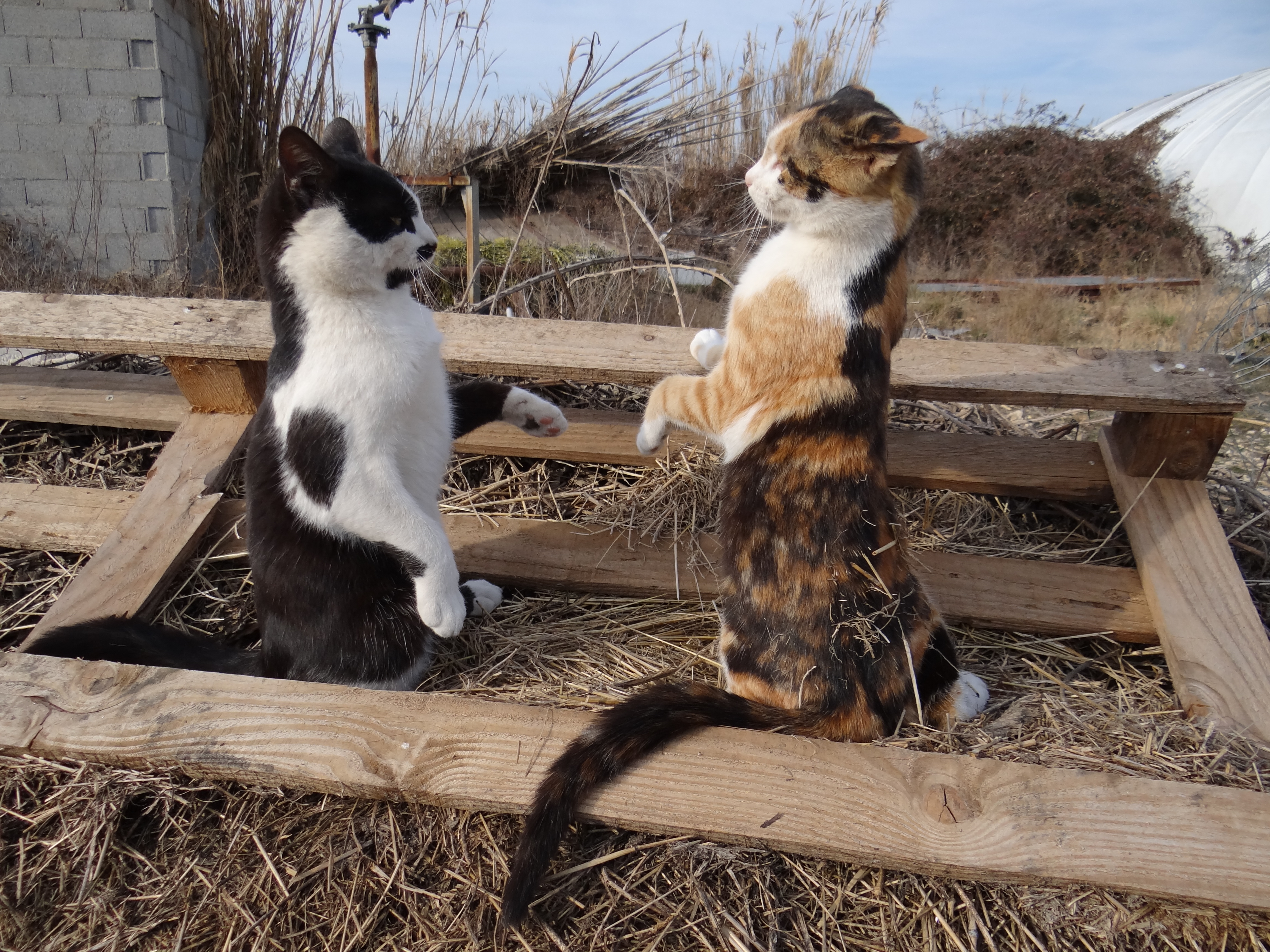
Due gatti domestici che si minacciano a vicenda. Notare le orecchie più appiattite del gatto sulla destra.

Il comportamento minaccioso è qualsiasi comportamento che indica ostilità o intenzione di attaccare un altro animale. Il comportamento minaccioso ha lo scopo di far indietreggiare e andarsene l'avversario. Mentre la dimostrazione rituale può essere utilizzata per una serie di ragioni o scopi comunicativi, la minaccia è chiaramente intesa per l'ostilità ed è l'ultimo passaggio prima del combattimento o della sottomissione. La minaccia non implica il contatto fisico con un altro animale. Qualsiasi comportamento minaccioso suscita molto spesso altri comportamenti agonistici nel destinatario. Questa iniziazione della minaccia si tradurrà in una dimostrazione di attributi fisici, un combattimento o una sottomissione; il comportamento o la sequenza di comportamenti dipende dalle risorse per cui si sta combattendo e dalle possibilità di ogni individuo di vincere contro il suo avversario. In qualsiasi specie animale, la minaccia contiene sempre componenti di attacco e fuga, che esprimono la prontezza e la probabilità di vittoria di un animale. Un'intimidazione con un mezzo di minaccia viene esibita attraverso: il rizzamento dei capelli, l'arruffamento delle piume, il sollevamento delle pieghe della pelle e della cresta, l'esposizione dei denti, l'esibizione delle corna, l'emissione di suoni, ecc.

### Esempio: clamidosauro
Il clamidosauro, una lucertola agamide australiana, usa il suo collare come un modo per mostrare le dimensioni e l'aggressività agli avversari. È una delle più grandi e più notevoli esibizioni viste nel regno animale. In confronto alle dimensioni del suo corpo, il collare può allargarsi per far sembrare la testa della lucertola diverse volte più grande, e mostra squame arancioni e rosse brillanti. I maschi di clamidosauro combattono e mostrano il proprio collare spesso durante la stagione degli amori. La dimostrazione rituale maschile include ripetute erezioni parziali del collare, ondeggiamenti della testa e degli arti anteriori e sferzate della coda.

## Combattimento agonistico
I veri combattimenti sono rari a causa del rischio di lesioni per entrambi i partecipanti. È più probabile che si verifichino quando gli individui hanno dimensioni simili o quando la risorsa contesa è essenziale per la riproduzione o la sopravvivenza. Anche quando il comportamento agonistico si trasforma in combattimento, può essere utilizzata la moderazione. Pesci come l'Oreochromis mossambicus spesso mostrano manifestazioni aggressive, ma raramente combattono fino al punto di ferirsi o subire danni fisici. Questo è anche il caso dei combattimenti tra alcuni serpenti velenosi maschi; lottano, ma si astengono dal mordere.

### Esempio: mamba nero
I combattimenti agonistici dei mamba neri comportano un combattimento in cui gli avversari tentano di schiacciare e bloccare ripetutamente la testa dell'altro a terra. I combattimenti durano normalmente pochi minuti, ma possono estendersi fino a più di un'ora. Lo scopo del combattimento è quello di garantire il diritto di accoppiamento alle femmine ricettive nelle vicinanze durante la stagione riproduttiva.

## Comportamento sottomesso
Il comportamento sottomesso comporta che un individuo indichi con un atto o una postura che non sfiderà un individuo dominante in un gruppo sociale. I comportamenti sottomessi fanno parte del mantenimento di una gerarchia di dominanza di individui cooperanti in un gruppo sociale che hanno interessi sovrapposti ma non del tutto coincidenti.

### Esempio: Drago barbuto
La comunicazione tra animali è spesso ottenuta aggiungendo una successione di comportamenti a una dimostrazione. Le interazioni sociali tra i draghi barbuti (Pogona vitticeps) consistono in una serie unica di movimenti o segnali visivi. Salutare è uno dei segni più visibili di sottomissione che una lucertola può mostrare a un'altra. La lucertola poggia su tre delle sue zampe, solleva uno dei bracci anteriori e poi agita lentamente il braccio con un movimento circolare. Questo movimento circolare, insieme al drago che si gonfia leggermente, mostra sottomissione. Questa dimostrazione è vista tra avversari, così come tra adolescenti verso adulti.